# La Femme (album)
Albums de Juliette Gréco
Les Grandes Chansons de Juliette Gréco
(1964) Peut-être que…
(1968)
La Femme est le 3e album studio enregistré par Juliette Gréco et sorti en 1967. 
Au verso de la pochette, Juliette Gréco brosse un portrait de la femme ou des femmes  :

« Une femme, c'est comme l'œil d'une mouche. Avec ses mille et une facettes… Dans une femme, il y a toutes les femmes. Et les situations sociales déterminent leur attitude ou leurs attitudes face à la vie.
Dans ce disque, il y a “La Femme”… Celle qui chuchote “Déshabillez-moi”, celle qui dit : “Il ne faudrait pas que vous preniez l'habitude de n'aimer que moi”, celle qui suggère “Il doit faire bon dans ton lit”, enfin celles et celles qui sont femmes comme on l'entend depuis le commencement des temps…
Mais il y a aussi la Femme qui n'est pas uniquement quelqu'un qui reçoit. Celle qui sait qu'épouser un homme, c'est épouser son corps, son esprit mais encore — en connaissance de cause et effets — ses convictions, sa quête d'absolu.
Alors dans ce disque, il y a une femme qui attend et qui prie : “J'ai si froid, j'ai si peur, Daniel ô reviens-t-en, y'a notre vie en nous qui dort dedans mon ventre. Les fleurs s'mettent à genoux, les fleurs te disent rentre…” Mais Daniel, mort de trop vouloir vivre libre, ne rentrera pas…
Oui, elles sont là, les femmes uniques et multiples, heureuses ou brisées, comme si l'on traversait leurs apparences… Du moins, je les espère présentes puisque c'est la vocation de ce disque d'une femme aux femmes comme un envoi de fleurs… »

## Titres
| 1.          | Il ne faudrait pas que…             | Billy Nencioli  | Johnny Rech                       | 3:11 |
| 2.          | Dans ton lit                        | Guy Bontempelli | Guy Bontempelli                   | 2:33 |
| 3.          | Je t'attends à Charonne             | Leny Escudero   | Leny Escudero                     | 3:23 |
| 4.          | Et le pays s'endort                 | Pierre Louki    | Yani Spanos                       | 2:48 |
| 5.          | Une chanson comme on n'en fait plus | Françoise Dorin | Gaby Verlor                       | 2:33 |
| 6.          | Déshabillez-moi                     | Robert Nyel     | Gaby Verlor                       | 3:39 |
| 7.          | La Femme                            | Guy Bontempelli | Guy Bontempelli                   | 2:46 |
| 8.          | Dimitri,                            | Bernard Dimey   | Johnny Rech                       | 1:54 |
| 9.          | Marie-Violaine                      | Bernard Lauze   | Johnny Rech                       | 2:37 |
| 10.         | Il fait déjà…                       | Pierre Louki    | Jean-Claude Hamalian Pierre Louki | 2:19 |
| 11.         | Je suis bien                        | Jacques Brel    | Gérard Jouannest                  | 4:07 |
| 31 min 50 s |                                     |                 |                                   |      |

## Crédits
- Arrangements et direction d'orchestre : 
  - Michel Colombier en 1, 2, 4, 7, 10.
  - Paul Piot en 3, 8, 9.
  - Bernard Gérard en 5, 6.
  - François Rauber en 11.
- Production : Paul Guiot[2].
- Ingénieur du son : Georges Giboni[2].
- Technicien : Henri Arcens[2].
- Enregistrement : 26 juin au 20 septembre 1967[1] au studio Blanqui (Paris, 13e arr.).
- Album original : 33 tours/LP Mono/Stéréo (gravure universelle) Philips 844 702 BY sorti en octobre 1967[1].
- Photographie recto pochette : Just Jaeckin[2].
- Réédition en CD  : PolyGram/Mercury France réf. 536 886-2, 1998.